# Xandu
Pour les articles homonymes, voir Xanadu (palais).
Pour l'espèce de Star Wars, voir xandu.
Xandu est un super-vilain appartenant à l'univers de Marvel Comics. Créé par le scénariste Stan Lee et le dessinateur Steve Ditko, le personnage de fiction apparaît pour la première fois dans le comic book Amazing Spider-Man Annual #2 de 1965. En France, sa première apparition a lieu en 1978 dans Spécial Strange no 13 qui publie Marvel Team-up vol.1 #21. L'histoire d'Amazing Spider-Man Annual #2 est publiée deux ans plus tard dans Satan no 17. Ce sorcier a notamment affronté le Docteur Strange et Spider-Man.

## Historique de publication
En 1965, le personnage de fiction apparaît pour la première fois dans l'histoire "The Wondrous World of Dr. Strange" du comic book Amazing Spider-Man Annual #2. Ses créateurs sont Stan Lee et Steve Ditko. Xandu affronte le Docteur Strange et Spider-Man, il s'agit de la première rencontre entre les deux super-héros. Neuf ans plus tard, le scénariste Len Wein et le dessinateur Sal Buscema utilise le sorcier Xandu dans le numéro 21 de Marvel Team-Up. Le personnage de fiction est présent dans trois numéros de Marvel Fanfare. Le numéro 6 de 1983 est réalisé par Mike W. Barr et Sandy Plunkett. Les numéros 20 à 21 de 1985 racontent l'histoire "The Clash" et sont réalisés par Jim Starlin. Dans ces deux derniers numéros, Xandu hypnotise Hulk qui se retrouve à affronter la Chose. Selon le critique Brian Cronin de Comic Book Resources, c'est l'un des cinq meilleurs affrontements entre les deux colosses. 
De 1992 à 1993, le scénariste Roy Thomas utilise le personnage dans plusieurs comics : Spider-Man/Doctor Strange: The Way To Dusty Death Graphic Novel, dessiné par Michael Bair, et les numéros 6 à 8 de Secret Defenders, dessiné par Andre Coates. En 2000 et 2001, le scénariste Brian Michael Bendis introduit une version alternative du personnage de Xandu dans l'univers d'Ultimate Marvel avec Ultimate Spider-Man #150 et Ultimate Marvel Team-Up #12-13,. En 2007, le scénariste Matt Fraction emploie plusieurs super-vilains, dont Xandu, et en fait des victimes du Punisher dans le numéro 4 la seconde série Punisher War Journal.
Le personnage a des articles dans plusieurs guides encyclopédiques Marvel : The Marvel Encyclopedia de 2006, All-New Official Handbook of the Marvel Universe A to Z #12 de la même année, Official Handbook of the Marvel Universe A to Z #13 de 2008.

## Biographie du personnage
Xandu commence l'étude de la magie à l'âge adulte. Lors de ses premières années en tant que sorcier, il effectue des présentations sur l'occultisme à des curieux. Au cours de l'une d'entre elles, il rencontre Melinda Morrison qui devient sa fiancée et son assistante. À la suite d'une erreur lors d'une expérimentation, Xandu la tue. Le sorcier pense que ce n'est qu'un coma à l'image de la mort. Il cherche alors un moyen de la réveiller,. Xandu découvre que la baguette de Watoomb peut l'aider dans sa quête. Cette dernière est en deux morceaux. Il récupère une moitié et découvre que le Docteur Strange possède l'autre partie. En employant deux humains sous hypnotisme, il s'empare de la deuxième moitié et arrive à reconstruire l'artefact magique. Spider-Man et le Docteur Strange s'opposent alors à lui et sortent victorieux. Le Docteur Strange utilise la puissance de la baguette pour que Xandu oublie sa bien-aimée afin de supprimer ses désirs maléfiques. Le vilain parvient à éviter le sortilège.
Lors d'une seconde tentative, Xandu s'empare de la baguette et crée une nouvelle dimension. Il tente de ramener à la vie sa fiancée, en y transférant l'âme de la Sorcière Rouge. Il capture la Sorcière Rouge et Spider-Man. Les deux héros sont aidés par l'esprit de Melinda Morrison que Xandu ne parvient pas à reconnaître. En tentant d’empêcher la Sorcière Rouge et Spider-Man de rejoindre la Terre, Xandu détruit la dimension qu'il avait créé et se tue dans la même action. Son âme se retrouve emprisonné dans la dimension de la Mort.
Dans la dimension où il est retenu prisonnier, Xandu découvre le rubis de Domination. Le sorcier se sert de ce talisman pour prendre possession de l'esprit de Hulk. Il commande au géant vert d'attaquer le Docteur Strange. Ce dernier, une fois vaincu, est transporté et emprisonné dans une autre dimension. Xandu draine les pouvoirs mystiques de son captif et s'empare de l’œil d'Agamotto. Il combine les deux artefacts mystiques afin de pouvoir prendre le contrôle de plusieurs personnes. Le maléfique sorcier laisse son captif aux mains d'une escouade de démons et part à l'assaut de New York. La Chose parvient à libérer le Docteur Strange et ils rejoignent la Terre. Bien que Xandu puisse réduire en esclavage une large population d'esprits, ses capacités mentales ne lui permettent de contrôler pleinement qu'un seul individu. Il reste donc au contrôle de Hulk. La Chose attaque ce dernier pendant que le Docteur Strange s'occupe de Xandu. Le super-vilain est distrait devant gérer deux batailles simultanément. Il prend le contrôle de Wong, le serviteur du Docteur Strange, pour qu'il assomme son maître par derrière. La Chose et Hulk arrivent à la rescousse. Le rubis est détruit et le sorcier vaincu.
Comme de nombreux super-vilains, Xandu se rend à la veillée funèbre organisée en mémoire de Wilbur Day / Homme aux échasses. Frank Castle / le Punisher profite de l'occasion pour tendre un piège à tous les super-vilains. Il les empoissonne et fait exploser l'établissement où ils se sont réunis.

## Pouvoirs, capacités et équipement
Xandu est un sorcier de niveau moyen qui possède des talents d'hypnotiseur. Il est capable de générer des souffles de forces, des champs de forces, des éclairs d'énergie, des portails dimensionnels et de la téléportation inter-dimension. Xandu préfère utiliser des artefacts magiques qui enrichissent ses pouvoirs. Il lui est arrivé d'employer le baguette de Watoomb, le cristal de Cadavus, le rubis de la Domination et même l'œil d’Agamotto.

### Comic books Marvel
Notations : s pour scénariste, d pour dessinateur, e pour encreur
1. ↑  Len Wein (s), Sal Buscema (d), Frank Giacoia(e), Dave Hunt (e), "The Spider and the Sorcerer!", Marvel Team-Up vol.1 #21 (mai 1974)
2. ↑  Stan Lee (s), Steve Ditko (d, e), "The Wondrous World of Dr. Strange", Amazing Spider-Man Annual vol.1 #2 (octobre 1965)
3. ↑  Mike W. Barr (s), Sandy Plunkett (s,d), P. Craig Russel (e), "Switch Witch", Marvel Fanfare vol.1 #6 (janvier 1983)
4. ↑  Jim Starlin (s,d), Al Milgrom (e), "The Clash", Marvel Fanfare #20-21 (mai-juillet 1985)
5. ↑  Matt Fraction (s), Mike Deodato Jr. (d,e), "Small Wake for a Tall Man", Punisher War Journal vol.2 #4 (avril 2007)